# 永遠の絆
| 専門評論家によるレビュー | 専門評論家によるレビュー |
| レビュー・スコア         | レビュー・スコア         |
| 出典                     | 評価                     |
| ------------------------ | ------------------------ |
| オールミュージック       | [ 1 ]                    |
| Christgau's Record Guide | A–                       |

『永遠の絆』（えいえんのきずな、Will the Circle be Unbroken）はニッティー・グリッティー・ダート・バンドの7枚目のアルバムであり、ロイ・エイカフ、”マザー”・メイベル・カーター、ドク・ワトソン、アール・スクラッグス、ランディ・スクラッグス、マール・トラヴィス、ピート・"オズワルド"・カービー、ノーマン・ブレイク、ジミー・マーティンといった数多くの著名なブルーグラスおよびカントリー＝ウェスタンのミュージッシャンとのコラボレーション作品である。この作品はフィドル奏者のバッサー・クレメンツを幅広い聴衆に紹介した。

## 来歴
アルバムのタイトルはエイダ・R・ハバーションの同名の曲（A.P.カーターが再編曲）から取られており、ニッティー・グリッティー・ダート・バンドが二つの世代のミュージシャンをどのように結び付けようとしのかが反映されている。ニッティー・グリッティー・ダート・バンドはヒッピースタイルの若いカントリー・ロックのバンドである。エイカフは彼らを「長髪のウェスト・コースト・ボーイの一団」と表現した。他のプレーヤーはもっと年齢が高く、1940年代、1950年代、1960年代に主としてオールドタイムのカントリーやブルーグラスのプレーヤーとして有名だった。多くは彼らの世代に対してグランド・オール・オプリを通じて知られるようになった。しかしながら、ロックンロールの台頭や、商業カントリーの洗練されたナッシュビル・サウンドの出現、そして音楽的な嗜好の変化によって栄光の時代と比べると人気はやや低迷していた。エイカフは、当初はこのプロジェクトをばかにしていたが、のちに見直して参加することになった。
アルバムの全曲は2トラックのマスターテープへの1回目か2回目のテイクが使われており、生々しく、後処理されていない。さらに、別のテープが一週間のレコーディングセッション全体を通して回されており、プレーヤー同士の会話も記録されていた。最終的なアルバムでは、1曲目を含む多くのトラックで、ミューシャンたちがこの曲をどのように演奏するのか、誰が曲のどの部分を担当するのかと言った話し合いからトラックが始まっている。
レコードにはドク・ワトソンとマール・トラヴィス（彼に因んでワトソンの息子はマールと名付けられた）の最初のミーティングも含まれている。当時60歳だったビル・モンローはレコーディングへの参加を拒否していた。
オリジナル版はLPレコード3枚組と、コンパクトカセット3本組みで売り出された『永遠の絆』は、CD2枚組として2002年にリマスター版で再発売された。オリジナルのアルバムは50万セットの出荷によって1997年11月6日にRIAAからプラチナ認定された。アルバムは2019年10月時点で30万1600セットを売り上げている。
この後に、ニッティー・グリッティー・ダート・バンドは2つの続編となるアルバム、『永遠の絆 Vol.2』と『永遠の絆 Vol.3』を、他の歴史的に重要なミュージシャンとのこのプロセスを繰り返して録音した。『Vol.2』はカントリーミュージック境界の1989年の最優秀アルバムと3つのグラミーを獲得した。1990年、PBSの音楽テレビ番組『オースティン・シティ・リミッツ』でこのアルバムが紹介され、1972年のオリジナル・アルバムに収録されていたカーター・ファミリーの曲「永遠の絆」をゲストのフルアンサンブルで演奏したことが話題となった。

## 収録曲

### ディスク1
1. 「グランド・オール・オプリー・ソング」"Grand Ole Opry Song"（ハイロ・ブラウン（英語版））– 2:59
  - ジミー・マーティン（英語版） - リード・ボーカルとギター、ジョン・マッキューアン - バンジョー、バッサー・クレメンツ - フィドル、レス・トンプソン- マンドリン、ロイ・"ジュニア"・ハスキー - ベース；ジェフ・ハンナ、ゲイリー・スクラッグス、ジム・イボットソン（英語版）、トンプソン、レイ・マーティン - バックグラウンド・ボーカル
2. 「キープ・オン・ザ・サニー・サイド（英語版）」"Keep on the Sunny Side"（A.P.カーター、ゲイリー・ギャレット） – 3:35
  - ”マザー”・メイベル・カーター - リード・ボーカルとギター、ドク・ワトソン - ギター、ピート・"オズワルド"・カービー（英語版） - ドブロ、ハスキー - ベース、アール・スクラッグス - バンジョー、ランディ・スクラッグス - オートハープ、マッキューアン - マンドリン；ハンナ、トンプソン、マール・トラヴィス（英語版）、イボットソン、ワトソン、ゲイリー・スクラッグス - バックグラウンド・ボーカル
3. 「ナッシュヴィル・ブルース」"Nashville Blues"（アール・スクラッグス） – 3:10
  - アール・スクラッグス - リード・バンジョー、マッキューアン - バンジョー、ハンナ - ウォッシュボード、ジッミー・ファッデン - ハーモニカ、クレメンツ - フィドル、ランディ・スクラッグス - ギター、ノーマン・ブレイク - ドブロ、ハスキーHuskey - ベース
4. 「ユー・アー・マイ・フラワー」"You Are My Flower"（A.P.カーター） – 3:35
  - マッキューアン - バンジョー、アール・スクラッグス - ギター、ブレイク - ドブロ、ファッデン - オートハープ、イボットソン - スネア、ハスキー - ベース、ランディ・スクラッグス - ギター；ハンナ、トンプソン、ランディ・スクラッグス - バックグラウンド・ボーカル
5. 「ザ・プレシャス・ジュエル」"The Precious Jewel"（ロイ・エイカフ） – 3:30
  - ロイ・エイカフ - リード・ボーカル、マッキューアン - バンジョー、ファッデン - ハーモニカ、トンプソン - マンドリン、アール・スクラッグス - ギター、ランディ・スクラッグス - オートハープ、クレメンツ - フィドル、ハスキー - ベース、カービー - ドブロ
6. 「ダーク・アズ・ア・ダンジョン（英語版）」"Dark as a Dungeon"（マール・トラヴィス（英語版）） – 2:45
  - トラヴィス - リード・ボーカルとギター、マッキューアン - マンドリン、ファッデン - ハーモニカ、ハスキー - ベース；ハンナ、トンプソン、イボットソン - バックグラウンド・ボーカル
7. 「テネシー・スタッド（英語版）」"Tennessee Stud"（ジミー・ドリフトフッド（英語版）） – 4:22
  - ワトソン - リード・ボーカルとギター、マッキューアン - バンジョー、ファッデン - ハーモニカ、イボットソン - ギター、ハスキー - ベース、クレメンツ - フィドル、ハンナ - バックグラウンド・ボーカル
8. 「ブラック・マウンテン・ラグ」"Black Mountain Rag"（トラディショナル；アルバムではトーマス・マグネスにクレジット） – 2:10
  - ワトソン - リード・ギター、マッキューアン - バンジョー、イボットソン - ギター、トンプソン - マンドリン、ファッデン - ハーモニカ、クレメンツ - フィドル、ハスキー - ベース
9. 「レック・オン・ザ・ハイウェイ（英語版）」"Wreck on the Highway"（ドーシー・ディクソン（英語版）） – 3:24
  - エイカフ -　リード・ボーカル、ファッデン - ハーモニカ、トンプソン -　マンドリン、カービー - ドブロ、アール・スクラッグス - ギター、クレメンツ - フィドル、ハスキー - ベース
10. 「ジ・エンド・オブ・ザ・ワールド」"The End of the World"（フレッド・ローズ） – 3:53
  - オズワルド -　ドブロ、ワトソン - ギター、アール・スクラッグス - ギター、ハスキー - ベース
11. 「アイ・ソー・ザ・ライト（英語版）」"I Saw the Light"（ハンク・ウィリアムズ） – 3:45
  - エイカフ - リード・ボーカル、アール・スクラッグス - バンジョー、ファッデン - ハーモニカ、マッキューアン - マンドリン、ワトソン - ギター、カービー - ドブロ、クレメンツ - フィドル、ランディ・スクラッグス - オートハープ、ハスキー - ベース；ハンナ、トンプソン、イボットソン - バックグラウンド・ボーカル
12. 「サニー・サイド・オブ・ザ・マウンテン」"Sunny Side of the Mountain"（バイロン・グレゴリー、ハリー・マコーリフ） – 2:14
  - マーティン - リード・ボーカルとギター、マッキューアン - バンジョー、トンプソン - マンドリン、ファッデン - ハーモニカ、イボットソン - スネア、クレメンツ - フィドル、ハスキー - ベース；ハンナ、トンプソン、ゲイリー・スクラッグス、レイ・マーティン - バックグラウンド・ボーカル
13. 「9ポンドのハンマー（英語版）」"Nine-Pound Hammer"（マール・トラヴィス） – 2:14
  - トラヴィス - リード・ボーカルとギター、マッキューアン - バンジョー、ファ-ッデン - ハーモニカ、イボットソン - スネア、ハスキー - ベース；ハンナ、イボットソン、トンプソン - バックグラウンド・ボーカル
14. 「ルージン・ユー」"Losin' You (Might Be the Best Thing Yet)"（イドリア・A・ハンフリー、ジミー・マーティン）– 2:44
  - マーティン - リード・ボーカルとギター、マッキューアン - バンジョー、ファッデン - ハーモニカ、トンプソン - マンドリン、イボットソン - スネア、クレメンツ - フィドル、ハスキー - ベース
15. 「ホンキー・トンキン（英語版）」"Honky Tonkin'"（ハンク・ウィリアムズ）– 2:19
  - ファッデン - リード・ボーカル、ハンナ - ギター、ブレイク - ドブロ、クレメンツ - リード・ギターとフィドル、トンプソン - マンドリン、ハスキー - ベース、イボットソン - ドラムス
16. 「ユー・ドント・ノウ・マイ・マインド」"You Don't Know My Mind"（ジミー・スキナー）– 2:45
  - マーティン - リード・ボーカルとギター、マッキューアン - バンジョー、トンプソン - マンドリン、ファッデン - ハーモニカ、イボットソン - ドラムス、ハスキー - ベース、クレメンツ - フィドル；ハンナ、トンプソン、ゲイリー・スクラッグス、レイ・マーティン - バックグラウンド・ボーカル
17. 「マイ・ウォーキン・シューズ」"My Walkin' Shoes"（ジミー・マーティン、ポール・ウィリアムズ）– 2:02
  - マーティン - リード・ボーカルとギター、マッキューアン - バンジョー、トンプソン - マンドリン、ファッデン - ハーモニカ、イボットソン - スネア、クレメンツ - フィドル、ハスキー - ベース；ハンナ、トンプソン、ゲイリー・スクラッグス、レイ・マーティン - バックグラウンド・ボーカル

### ディスク2
1. 「ロンサム・フィドル・ブルース」"Lonesome Fiddle Blues"（バッサー・クレメンツ）– 2:41
  - クレメンツ - フィドル、マッキューアン - バンジョー、イボットソン - ギター、ファッデン - ハーモニカ、ハンナ - ウォッシュボード、トンプソン - マンドリン、ランディ・スクラッグス - ギター、エリス・パジェッット - ベース
2. 「キヤノンボール・ラグ（英語版）」"Cannonball Rag"（マール・トラヴィス）– 1:15
  - トラヴィス - ギター、ハスキー - ベース
3. 「アヴァランシュ」"Avalanche"（ミリー・クレメンツ）– 2:50
  - クレメンツ - フィドル、マッキューアン - バンジョー、イボットソン - ギター、ハンナ - ウォッシュボード、トンプソン - マンドリン、ファッデン - ハーモニカ、ハスキー - ベース
4. 「フリント・ヒル・スペシャル」"Flint Hill Special"（アール・スクラッグス）– 2:12
  - アール・スクラッグス - バンジョー、ファッデン - ハーモニカ、トンプソン - マンドリン、ゲイリー・スクラッグス - ギター、ブレイク - ドブロ、クレメンツ - フィドル、イボットソン - スネア、ハスキー - ベース
5. 「トリガー・マウンテン」"Togary Mountain"（ウォルター・マッキューアン）– 2:25
  - マッキューアン - バンジョー、イボットソン - ギター、トンプソン - マンドリン、ブレイク - ドブロ、クレメンツ - フィドル、ハスキー - ベース
6. 「アールズ・ブレイクダウン」"Earl's Breakdown"（アール・スクラッグス）– 2:34
  - アール・スクラッグス - バンジョー、ランディ・スクラッグス - ギター、クレメンツ - フィドル、トンプソン - マンドリン、イボットソン - スネア、ハスキー - ベース
7. 「オレンジ・ブロッサム・スペシャル（英語版）」"Orange Blossom Special"（アーヴィン・T・ローズ）– 2:14
  - クレメンツ - フィドル、マッキューアン - バンジョー、トンプソン - マンドリン、マーティン - ギター、イボットソン - スネア、ランディ・スクラッグス - ギター、パジェット - ベース
8. 「ワバッシュ・キャノンボール（英語版）」"Wabash Cannonball"（A.P.カーター）– 2:00
  - カービー - ドブロ、ファッデン - ハーモニカ、ワトソン - ギター、ハスキー - ベース、アール・スクラッグス - ギター
9. 「ロスロ・ハイウェイ（英語版）」"Lost Highway"（レオン・ペイン（英語版））– 3:37
  - イボットソン - リード・ボーカルとギター、トンプソン - マンドリン、ハンナ - ドラムス、クレメンツ - フィドル、ブレイク - ドブロ、ハスキー - ベース、マッキューアン - バンジョー
10. ドク・ワトソンとマール・トラヴィス・ファースト・ミーティング（対話）– 1:52
11. 「ウェイ・ダウンタウン」"Way Downtown"（トラディショナル、ドク・ワトソン）– 3:30
  - ワトソン - リード・ボーカルとギター、マッキューアン - バンジョー、トンプソン - マンドリン、イボットソン - ギター、ファッデン - ハーモニカ、クレメンツ - フィドル、ハスキー - ベース、ハンナ - バックグラウンド・ボーカル
12. 「ダウン・ヤンダー」"Down Yonder"（ドク・ワトソン編曲）– 1:48
  - ワトソン - ギター、マッキューアン - バンジョー、イボットソン - ギター、ファッデン - ハーモニカ、トンプソン - マンドリン、ハンナ - ウォッシュボード、クレメンツ - フィドル、ハスキー - ベース
13. 「心の痛手」"Pins and Needles (In My Heart)"（フロイド・ジェンキンス）– 2:53
  - エイカフ - リード・ボーカル、カービー - ドブロ、ファッデン - ハーモニカ、トンプソン - マンドリン、マッキューアン - バンジョー、アール・スクラッグス - ギター、クレメンツ - フィドル、イボットソン - スネア、ハスキー - ベース
14. 「ホンキー・トンク・ブルース（英語版）」"Honky Tonk Blues"（ハンク・ウィリアムズ）– 2:22
  - ハンナ - リード・ボーカル、ビル・マッキューアン - ギター、イボットソン - ドラムス、ブレイク - ドブロ、クレメンツ - フィドル、ハスキー - ベース
15. 「セイリン・オン・トゥ・ハワイ」"Sailin' on to Hawaii"（ビーチャー・カービー）– 2:00
  - カービー - ドブロ、ワトソン - ギター、スクラッグス - ギター、ハスキー - ベース
16. 「今宵、君に泣く（英語版）」"I'm Thinking Tonight of My Blue Eyes"（A.P.カーター）– 4:25
  - カーター - リード・ボーカルとギター、アール・スクラッグス - バンジョー、マッキューアン - マンドリン、トラヴィス、ギター、カービー - ドブロ、クレメンツ - フィドル、ハスキー - ベース；ハンナ、トンプソン、イボットソン、ランディ・スクラッグス - バックグラウンド・ボーカル
17. 「私は巡礼」"I am a Pilgrim"（トラディショナル）– 2:55
  - トラヴィス - リード・ボーカルとギター、ファッデン - ハーモニカ、イボットソン - スネア、ハスキー - ベース
18. 「ワイルドウッド・フラワー」"Wildwood Flower"（A.P.カーター）– 3:34
  - カーター - リード・ボーカルとオートハープ、アール・スクラッグス - ギター、イボットソン - ギター、トンプソン - マンドリン、ハスキー - ベース
19. 「ソルジャーズ・ジョイ（英語版）」"Soldier's Joy"（ジョン・マッキューアン、アール・スクラッグス）– 2:05
  - アール・スクラッグス - バンジョー、マッキューアン - アンクル・デイヴ・メイコンのバンジョー
20. 「永遠の絆」"Will the Circle Be Unbroken"（A.P.カーター）– 4:50
  - カーター - リード・ボーカル (第1と第4ヴァース）とオートハープ、アール・スクラッグス - バンジョー、ワトソン - ギター、アトキンス - ギター、ファッデン - ハーモニカ、トラヴィス - ギター、マッキューアン - マンドリン、マーティン - リード・ボーカル (第2ヴァース）ギター、カービー - ドブロ、クレメンツ - フィドル、ハスキー - ベース、エイカフ - リード・ボーカル (第3ヴァース)；ワトソン、ハンナ、イボットソン、トンプソン、ゲイリー・スクラッグス、レイ・マーティン、ティミー・マーティン、ランディ・スクラッグス、ベティー・トラヴィス、フレッド・クロス、グロリア・ベル（英語版）、ルイーズ・スクラッグス、スティーヴ・スクラッグス、チェット・フリッポ、マーサ・フリッポ、ラリー・マレイ、マイク・カー、アリス・マッキューアン - バックグラウンド・ボーカル
21. 「青春の光と影」"Both Sides Now"（ジョニ・ミッチェル）– 2:19
  - ランディ・スクラッグス - ギター
  - 2002年版ボーナス・トラック
22. 「フォギー・マウンテン・ブレイクダウン（英語版）」"Foggy Mountain Breakdown"（アール・スクラッグス）– 2:39
23. 「ウォーミング・アップ・フォー・"ジ・オープリー"（トーク）」Warming Up for "The Opry" – 2:43
24. 「サニー・サイド（トーク）」Sunny Side – 4:06
25. 「リメンバー・ミー」"Remember Me"（スコッティ・ワイズマン）– 1:32